# Fernando Vera (ciclista)
Héctor Fernando Vera Vargas (Santiago de Chile, 4 de febrero de 1954) es un exciclista chileno, fue el tercer chileno en ganar la Vuelta a Chile en 1988.
Su apodo de "Lobo" se debe a su preferencia por pedalear sin compañía.

## Premios
- 1979
  - Mejor deportista de Chile (Círculo de Periodistas Deportivos).[3]

## Palmarés
- 1974
  -  3º en Clasificación Esprints Vuelta a Colombia, Colombia
  -   Campeonatos Panamericanos, Pista, Persecución, Elite, Cali (Valle del Cauca), Colombia

- 1975
  -  en Juegos Panamericanos, Pista, Persecución

- 1978
  -   en Campeonatos Panamericanos, Pista, Persecución, Elite, Santo Domingo (Distrito Nacional), República Dominicana

- 1979
  -  en Juegos Panamericanos, Pista, Persecución
  -  en Juegos Panamericanos, Pista, Persecución por Equipos (con Sergio Aliste, Richard Tormen y Roberto Muñoz)

- 1980
  -  2º en Clasificación General Final Vuelta Ciclista de Chile
  -   en Campeonatos Panamericanos, Pista, Persecución por Equipos, Elite, Santiago (Región Metropolitana), Chile

- 1981
  -  3º en Clasificación General Final Gran Caracol de Pista, Colombia
  -   Campeonatos Panamericanos, Pista, Persecución, Elite, Medellín (Antioquia), Colombia

- 1984
  -    Prueba rutera 4x100 km. en el Panamericano de ciclismo.

- 1985
  -  2º en Clasificación General Final Vuelta Ciclista de Chile, Chile

- 1988
  -  Vuelta Ciclista de Chile[4]